# Палаццо Морозини-Брандолин
Палаццо Морозини-Брандолин (итал. Palazzo Morosini Brandolin) — дворец в Венеции, расположенный в районе Сан-Поло, с видом на Гранд-канал, рядом с Палаццо Тьеполо и напротив Ка-д’Оро.

## История
Дворец был построен во второй половине XV века аристократической семьей Морозини, но позже передан семьям Брандолини (Brandolini), затем Лаго (Lago), затем Топан (Topan). Стилистически фасад напоминает фасад Ка-Фоскари.